# Bahori
Bahori su naseljeno mjesto u općini Gacko, Republika Srpska, BiH.

## Stanovništvo

### 1991.
Nacionalni sastav stanovništva 1991. godine, bio je sljedeći:
ukupno: 42
- Muslimani - 42 (100%)

### 2013.
Nacionalni sastav stanovništva 2013. godine, bio je sljedeći:
ukupno: 20
- Bošnjaci - 20 (100%)

## Vanjske poveznice
- Satelitska snimka  Arhivirana inačica izvorne stranice od 13. veljače 2021. (Wayback Machine)